# آبشار پلاویا
آبشار پلاویا (به لاتین: Pliva Waterfall) یک آبشار در بوسنی و هرزگوین است که در Jajce, Bosnia and Herzegovina واقع شده‌است.